# Maymena chica
Pour les articles homonymes, voir Chica.
Espèce
Maymena chica est une espèce d'araignées aranéomorphes de la famille des Mysmenidae.

## Distribution
Cette espèce est endémique du Mexique. Elle se rencontre au Nuevo León, au Tamaulipas et au San Luis Potosí.

## Description
Le mâle holotype mesure 1,2 mm et la femelle paratype 1,8 mm.

## Publication originale
- Gertsch, 1960 : Descriptions of American spiders of the family Symphytognathidae. American Museum novitates, no 1981, p. 1-40 (texte intégral).